# Бу-Краа
Бу-Краа (араб. بوكراع; бербер. ⴱⵓⴽⵔⴰⵄ; ісп. Bucraa) — містечко в Західній Сахарі. Контролюється Марокко та входить до регіону Ель-Аюн — Сакія-ель-Хамра. Є унікальним місцем через багаті запаси фосфоритів. Родовище було відкрите в 1963 році. Експлуатується з 1971 року. Майже все населення міста є працівниками марокканської державної компанії Office Chérifien des Phosphates.

## Характеристика
Фосфоритоносні карбонатно-глинисто-кремнисті відклади маастріхт-палеоцену потужністю 30-50 м. Продуктивні два пласти в нижньому палеоцені — нижній (бл. 1 м) і верхній (4,5-6 м). Пласти полого залягають в брахісинклінальній структурі західного схилу Африканської платформи, перекриваються малопотужними олігоцен-четвертинними пролювіальними утвореннями. Запаси фосфоритних руд оцінюються в 10 млрд т, з них 1,7 млрд т — розвідані і підготовлені для видобутку відкритим способом з вмістом Р2О5 бл. 30 %.

## Технологія розробки
Кар'єрний видобуток. Потужність розкриву 10-30 м. Видобута руда збагачується механічним способом (дроблення, промивка і суха класифікація) з одержанням фосфоритного концентрату (Р2О5 36,6 %).